# Германский спортивный знак
Германский (немецкий) спортивный знак, нем. Deutsches Sportabzeichen (DSA)) — немецкая спортивная награда, которая вручается Немецкой олимпийской спортивной федерацией (DOSB). Испытания для получения знака производятся в Германии и 39 других странах. В 1993 году DOSB открыла международный офис Ausland, награждающий знаком не-немцев за пределами Германии, однако испытания проводятся только уполномоченной (спортивной организацией) под наблюдением избранного судьи.

## Германская империя
Немецкий спортивный знак, также известный как Немецкий имперский спортивный знак (нем. Deutsches Reichssportabzeichen (DRA) или просто Имперский спортивный знак (нем. Reichssportabzeichen), был основан в 1913 году и является одной из старейших наград Германии, которая до сих пор активно вручается. В период с 1914 по 1933 г. Немецкий спортивный знак вручался после прохождения различных физических испытаний молодым мужчинам. Как военная награда в межвоенные годы 1920-х годов и до 1933 года Немецкий спортивный знак стал одной из немногих военных наград, присужденных мирному Рейхсверу.

## Нацистская Германия

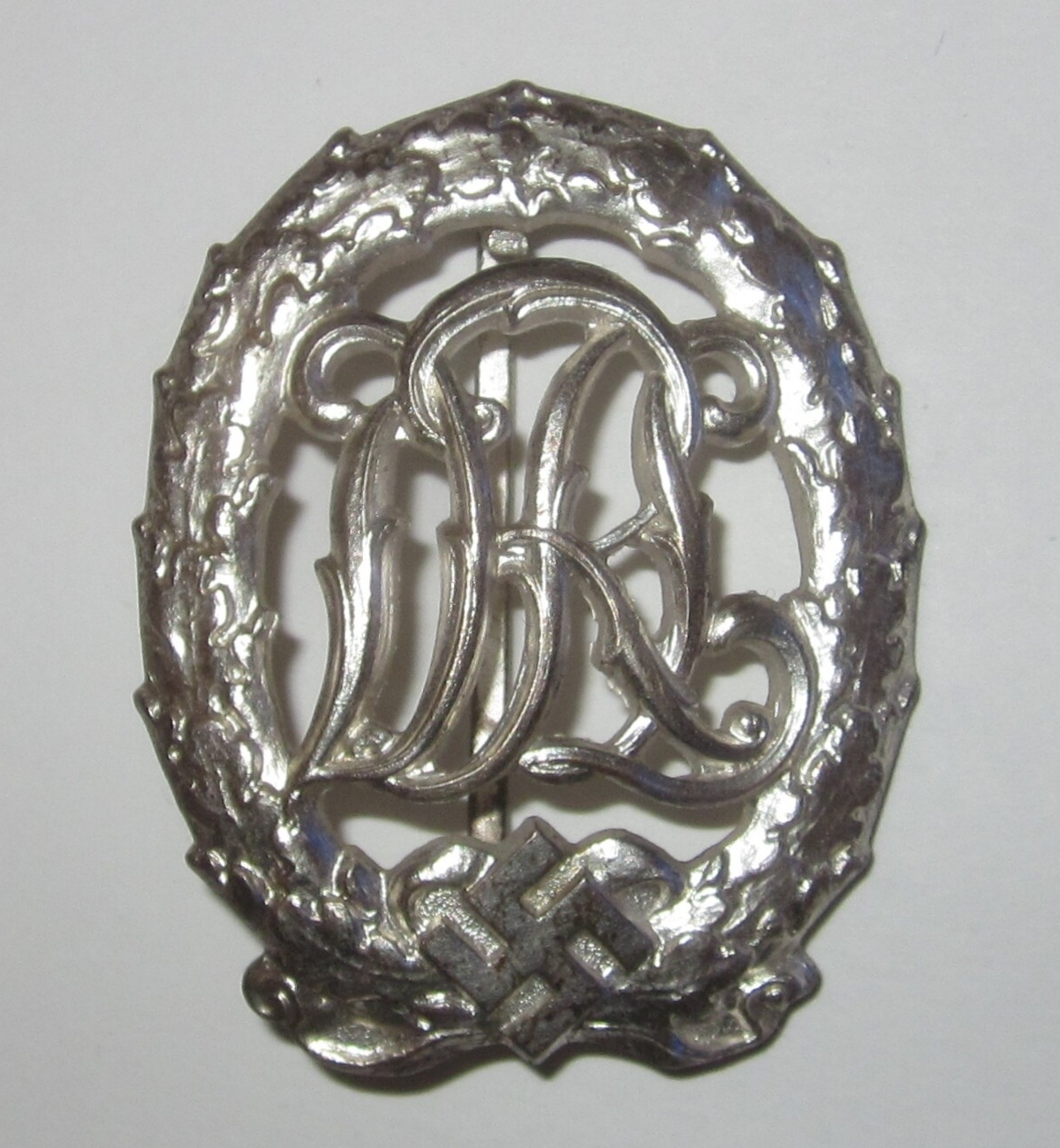
DRL в серебре

В период с 1933 по 1939 год Имперский спортивный знак «затмил» другой знак отличия, спортивный знак СА, который к тому же с середины 1930-х гг. вручался не только членам СА, но всем, кто выдерживал испытания. Тем не менее, Немецкий спортивный знак по-прежнему считался важным квалификационным знаком. С 1937 года награда называлась Немецкий имперский знак отличия за физическую подготовку (нем. Deutsche Reichsauszeichnung für Leibesübungen (DRL)).
Спорту и фитнесу уделяли большое внимание в ежедневных обучающих программах СС. СС считали Немецкий спортивный знак особенно важным: знак был одной из девяти наград, перечисленных на первых страницах личного дела СС с полями для дат награждения. Устав общих СС требовал от кандидата на получение Немецкого спортивного знака и Спортивного знака СА пройти испытание в течение шести месяцев после вступления в СС.
Среди членов СС, награжденных Имперским спортивным знаком, были Рейнхард Гейдрих, Йозеф Менгеле, Герман Фегелейн, Ганс Каммлер и Амон Гет.

## Условия награждения (до 2013 года)
Для получения Немецкого спортивного знака необходимо было пройти испытание из 5 групп упражнений (требования зависели от возраста и пола). Серебряная и золотая степень предоставлялись в зависимости от количества ежегодных испытаний.
| № | группа          | Дисциплина |
| - | --------------- | --- |
| 1 | Плавание        | Плавание на 50 или 200 метров. |
| 2 | Прыжки          | Прыжок в высоту или с места. |
| 3 | Скорость        | Бег на 50/75/100/400/1000 метров, езда на велосипеде на 300/500 метров или бег на коньках на 300/500 метров. |
| 4 | Физическая сила | Тяжёлая атлетика, плавание на лодке на 100 метров |
| 5 | Выносливость    | Бег на 800/1000/2000/3000/5000 метров; катание на коньках на 5000/10000 метров; ходьба на 10 км; Скандинавская ходьба на 7.5 км; езда на велосипеде на 20 км; плавание на лодке или спуск на лыжах 600/1000 метров. |